# تل حموکار
تل حموکار (به عربی: تل حموکار) یک منطقهٔ مسکونی در سوریه است.